# Bandera de la provincia del Chaco
La bandera de la provincia del Chaco es uno de los símbolos oficiales de la provincia del Chaco, una de las 23 provincias de la Argentina. Su motivo se inspira fundamentalmente en el verde del monte chaqueño, los colores celeste y blanco y el sol de la bandera argentina.
Su uso fue aprobado el 19 de septiembre de 2007, durante la gestión del gobernador Roy Nikisch, con la aprobación de un jurado designado para el caso. La bandera sustituyó una anterior creada en los años 1990, pero que casi no llegó a usarse.

## Fundamentación
Los colores están distribuidos en tres franjas verticales, de igual tamaño, verde, blanco y celeste
En el diseño se destaca la simbolización propia que identifica a la provincia, sustentada en los colores verde, blanco y celeste; en el sol de color oro pleno, en el tradicional arado mancera y en las veinticinco estrellas color oro que lo circundan.
En el centro superior de la franja blanca se sitúa el sol de oro pleno con treinta y dos rayos flamígeros y rectos dispuestos alternadamente, igual al de la Bandera Nacional. 
Las veinticinco estrellas color oro que circundan el arado representan a cada uno de los departamentos que integran la división política provincial, cada una de ellas brilla con luz propia, con las mismas dimensiones y sin preeminencia de una sobre otra. El arado circundado por esta corona de estrellas, es un antiguo símbolo representado en el escudo de armas de la provincia, el cual simboliza la labranza de la tierra virgen, primer fuente económica provincial durante varios años.

## Especificaciones técnicas
Rectangular, proporción equivalente a 2:3 (2 anchos por 3 largos)

### Atributos
Sol pleno con 32 rayos flamígeros intercalados con los rectos dispuesto sobre la franja blanca. Medida resultante comprendida entre los 0,1 m del margen superior, 0,02 m del margen izquierdo; 0,02 m del margen derecho y 0,1 m del margen inferior.
Un arado, también en dicha franja, tendrá una medida resultante comprendida entre los 0,18 m de alto por 0,38 m de ancho.
Veinticinco estrellas de cinco puntas, circundando el arado, tendrán una media resultante comprendida entre los 0,25 m del margen superior; 0,12 m del margen inferior; 0,08 del margen derecho y 0,08 del margen izquierdo.

## Primera bandera del Chaco
La primera Bandera del Chaco fue oficializada por decreto el 2 de febrero de 1995 como bandera provincial
Fue creada por el gráfico Jorge Esquivel, resultando de un concurso artístico, pero como la crítica fue adversa dado que la prensa local consideró que la bandera propuesta "no es un símbolo sino un cuadro". 
La población mayoritariamente no se sintió representada por el emblema. Esta bandera siguió vigente, pero casi sin ser usada.